# Ernst Eckstein (Politiker)
Ernst Eckstein (* 21. Februar 1897 in Breslau; † 8. Mai 1933 ebenda) war ein sozialistischer Politiker (SPD und SAPD) und Jurist.

## Leben
Ernst Eckstein war ein Sohn des Textileinzelhändlers Georg Eckstein (1863–1901) und der
Jane Levy (1871–1945), sein Bruder Theodor (1901–1988) wurde Privatschulbetreiber in Palästina und Israel. Eckstein wurde 1914 Kriegsfreiwilliger und machte ein Notabitur. Er war Unteroffizier im Ersten Weltkrieg und bei Kriegsende Mitglied des Breslauer Arbeiter- und Soldatenrats. Er studierte Jura an der Schlesischen Friedrich-Wilhelms-Universität zu Breslau und wurde promoviert. Eckstein schloss sich während seines Studiums der SPD an; hier fungierte er u. a. als Stadtverordneter und Vorsitzender des Stadtverbandes in Breslau und als Mitglied des Bezirksvorstandes. Gleichzeitig eröffnete er in Breslau eine Anwaltskanzlei und erwarb sich den Ruf eines „Anwaltes der Armen“. Er war Delegierter auf den Parteitagen 1920 bis 1924 und 1927 bis 1931. Zum linken Flügel der SPD gehörend, hatte Eckstein schon auf dem Berliner Parteitag 1924 einen (abgelehnten) Antrag gestellt, dass die SPD-Reichstagsfraktion den Wehretat prinzipiell ablehnen solle; weiterhin beteiligte er sich ab 1927 an dem Organ der marxistischen Linken in der SPD, Der Klassenkampf. Im September 1931 wurde er aus der SPD ausgeschlossen. Folgerichtig trat er 1931 in die neu gegründete SAPD ein, in der er dem Reichsvorstand angehörte und dem 3000 Mitglieder starken Parteibezirk Mittelschlesien vorstand. In der Statutenkommission war Eckstein federführend an der Ausarbeitung der Parteisatzung beteiligt (SAP-Parteitag 25. – 28. März 1932).
Nach der Machtübernahme durch die NSDAP 1933 wurde er direkt nach dem Reichstagsbrand am 28. Februar verhaftet und starb am 8. Mai 1933 in der Breslauer Heilanstalt für Nerven- und Gemütskranke. Während manche seinen Tod auf Folterungen oder einen Unfall bei der Zwangsarbeit zum Aufbau des KZ Dürrgoy zurückführen, ist ein Suizid wahrscheinlicher. An seiner Beerdigung in Breslau beteiligten sich Tausende Breslauer Arbeiter; sie wurde zu einer der letzten legalen Demonstrationen der Arbeiterbewegung gegen den Nationalsozialismus.
Zu Ehren Ecksteins nannte die SAPD ihre Solidaritätsorganisation zur Unterstützung von Verfolgten und ihren Angehörigen Ernst-Eckstein-Fonds.

## Werke
- Der Irrtum über die persönlichen Eigenschaften eines Ehegatten. Breslau 1922 (Dissertation)
- "Ablehnung der Mittel für die Wehrmacht". In: Sozialdemokratie und Wehrproblem. Vorschläge für Programmformulierungen zu dem Wehrproblem . Hrsg. von Max Adler. Berlin: Selbstverlag 1929. Digitalisat
- Fritz Bielik, Ernst Eckstein: Die Organisation im Klassenkampf. Die Probleme der politischen Organisation der Arbeiterklasse. Berlin-Britz: Marxistische Verlagsgesellschaft 1931.